# 당창건사적관

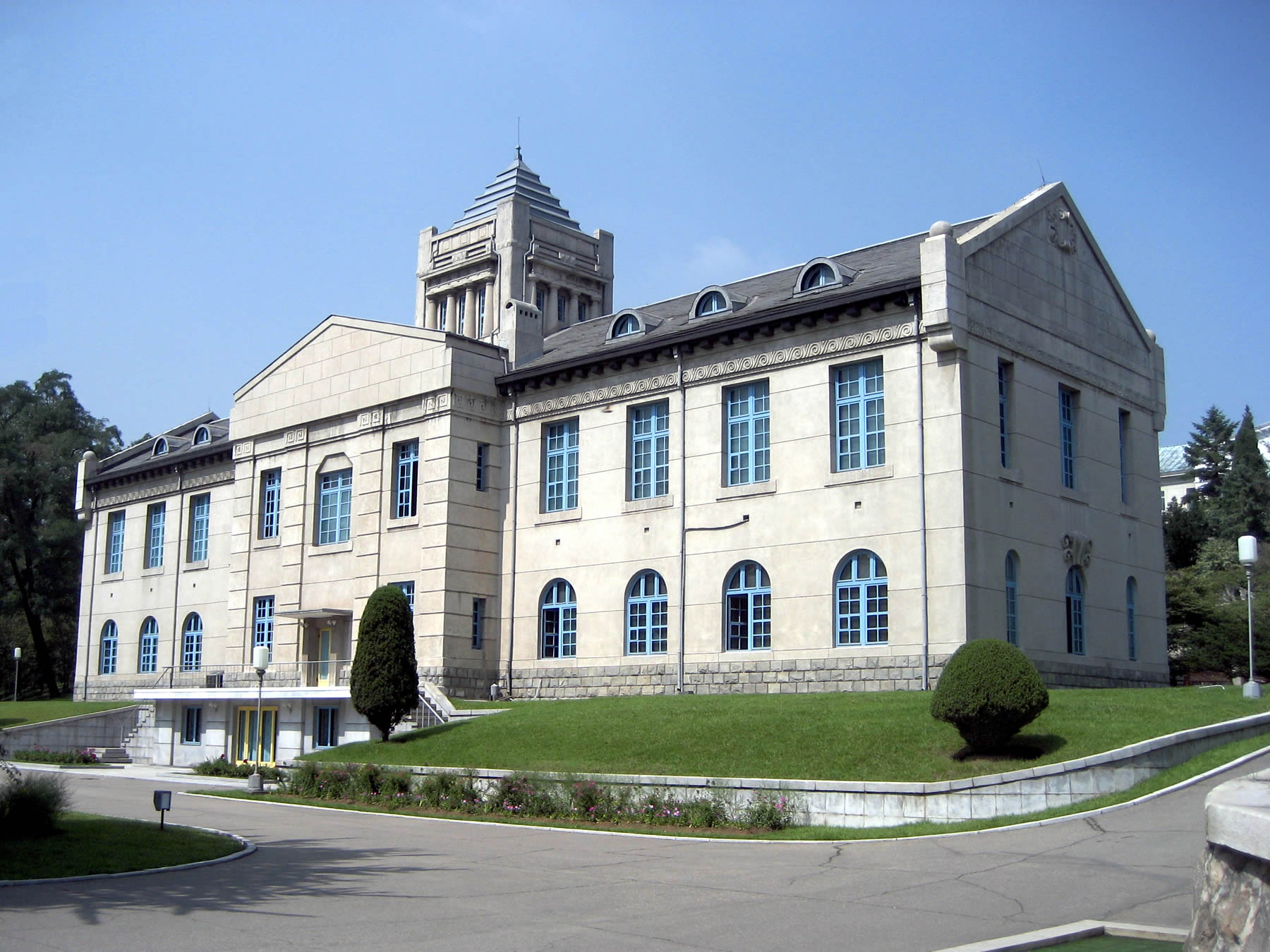
당창건사적관

당창건사적관(黨創建事蹟館)은 조선민주주의인민공화국 평양직할시 중구역에 위치한 박물관이다. 해방산 근처에 있다. 1923년 11월에 완공되어 1970년 10월에 현재의 모습이 되었다. 원래 이 건물은 평안남도 상품진열소를 거쳐 쵸우지야백화점 평양점이었다가 일제 패망 이후 북조선공산당 중앙조직위원회 청사였던 곳이다.

## 건물의 역사
이 건물은 일제시대에 쵸우지야백화점 평양점이었으며, 대동교 개통과 같은 날인 1923년 11월 30일 평안남도 상품진열소라는 이름으로 남정(南町) 5번지에 준공되었다. 사이토 마코토(齋藤 實) 당시 조선 총독이 평양에 와서 대동교 도교식(渡橋式)에 참석한 후, 이어서 백화점 낙성식에도 참석하였다. 평안남도 도청에서 건축하고 관리하던 건물이며, 소장도 도청 직원이 맡았다. 당시는 각 도마다 상품진열소나 물산진열소(物産陳列所)가 하나씩 있었다. 건물의 외양은 일본 국회의사당을 본뜬 것으로 축소된 형태이다.
이 건물은 1923년 11월 공표된 「조선총독부 평안남도 고시 제100호 평안남도 상품진열소규칙(朝鮮總督府平安南道吿示第100號平安南道商品陳列所規則)」에 의거하여 운영되었다. 상품전시회를 열면서 판매를 하기도 하고, 미술 전시회 등 각종 전시회 장으로도 이용되었다. 1927년 7월에는 분수대도 세워져 시민들의 휴식공간으로도 이용되었다.
이후 1937년 9월 15일 평안남도 상품진열소에서 쵸우지야백화점으로 전환했다.

해방 후에는 조선공산당북조선분국 시기부터 노동당 초기 시절까지 당사로 이용되었고, 김일성도 이 건물에서 집무했다. 당시 김일성이 살던 자택도 이 건물에서 서쪽으로 100 m 정도 떨어진 지근 거리에 있었으며, 지금도 보존되어 있다고 한다. 북한에서는 노동당 창건일을 1945년 10월 10일로 하고 있는데, 실제로는 조선공산당북조선분국이 결성된 날이다. 김정일의 동생이 익사한 곳이 바로 이 건물 앞 분수대로 보이며, 그 후 분수대는 철거되어 지금은 없다. 건물은 6.25때 파괴되었다 복구되었으나 지금의 모습은 최초의 원형과는 조금 차이가 나는 것 같다.
평양 출신 화가 김병기(1916~ )는 일제시대에 상품진열소는 평양에서 미술 작품 전시회를 열 수 있는 유일한 장소였으며, 자신의 부친 김찬영 화백도 여기서 전시회를 열었다고 하였다. 또 해방 후에는 김일성이 같은 건물의 사무실에서 화가들을 소집하기에 가서 만난 적이 있다고 하였다.

이 건물은 1970년 10월 새로운 당사를 지으면서 김일성의 지시에 의해 '당창건기념관'으로 만들어졌으나, 1980년대에 김정일에 의해 '당창건사적관'으로 이름이 바뀌었다고 한다.

한편 당창건사적관이 일제시대 박정식이라는 평양부호의 소유였으나 해방후 김일성에게 당사로 쓰도록 기증했다고 하는 사람들이 다수 있는데, 이는 잘못 안 것이다. 또한 북한의 최고재판소장을 지낸 박명철(朴明哲, 1941~ )이 박정식의 아들이라고도 하나, 그는 실제로는 "박정호(朴正鎬) 간첩사건"의 주역으로 1958년 사형 당한 남파간첩 박정호의 아들이다. 박정호는 김일성의 측근이었던 것은 맞으나 이 건물과는 별 관계가 없는 사람이다.

## 갤러리

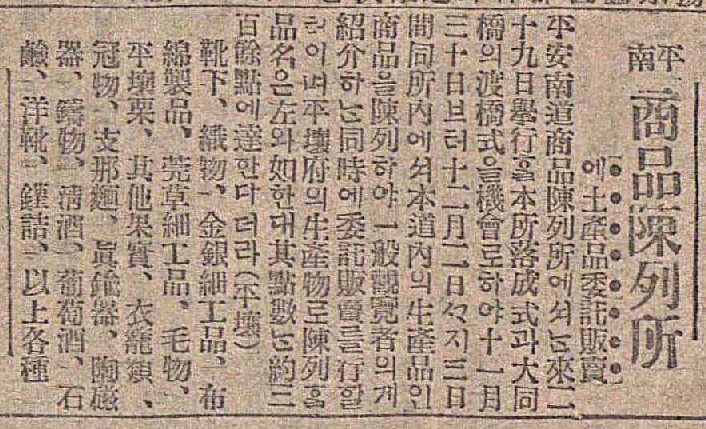
평안남도 상품진열소(쵸우지야백화점) 완공을 보도한 1923년 11월 29일자 매일신보 기사
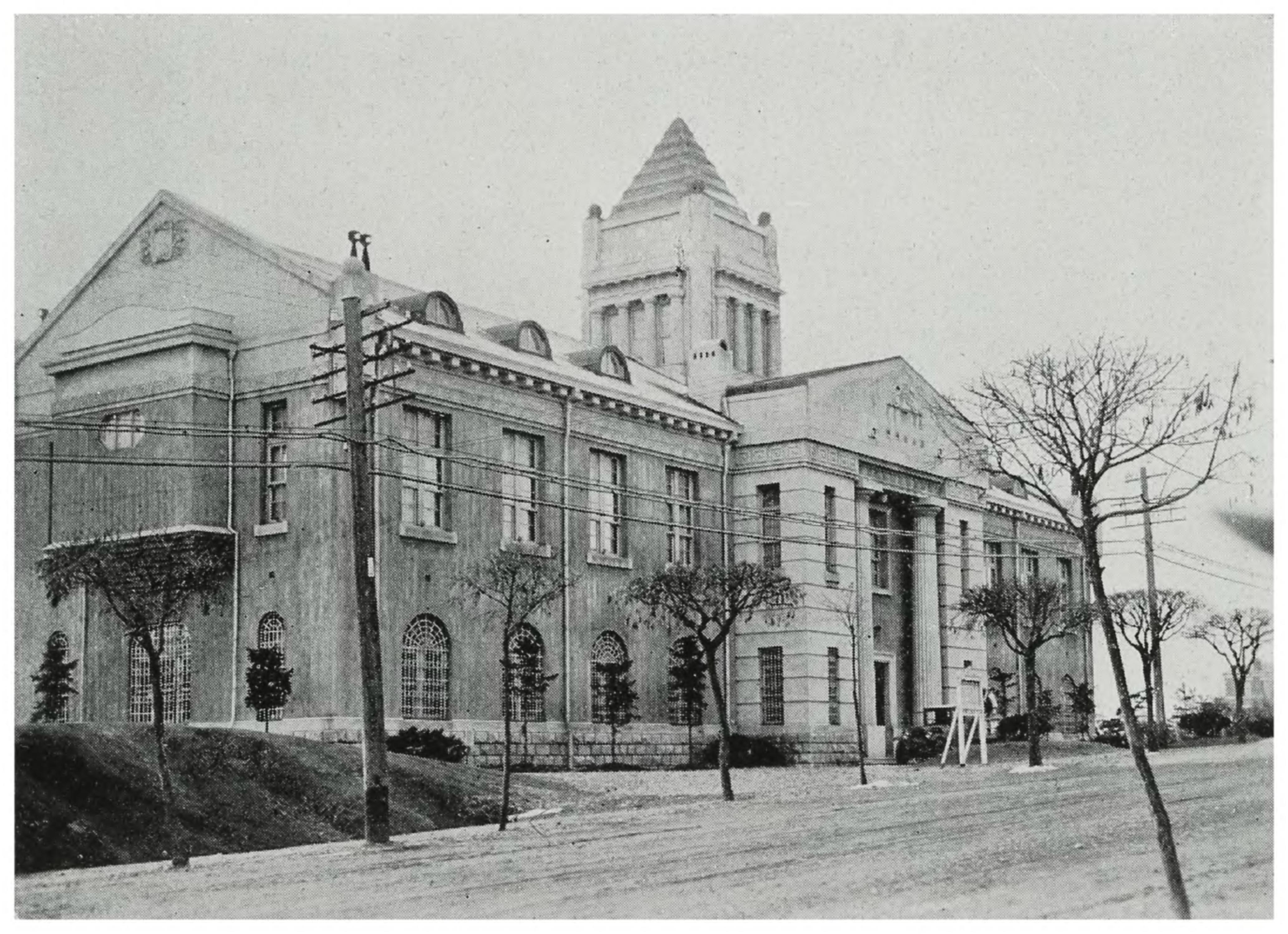
평안남도 상품진열소의 1935년 사진 : 조선총독부(朝鮮総督府) 사진기록물
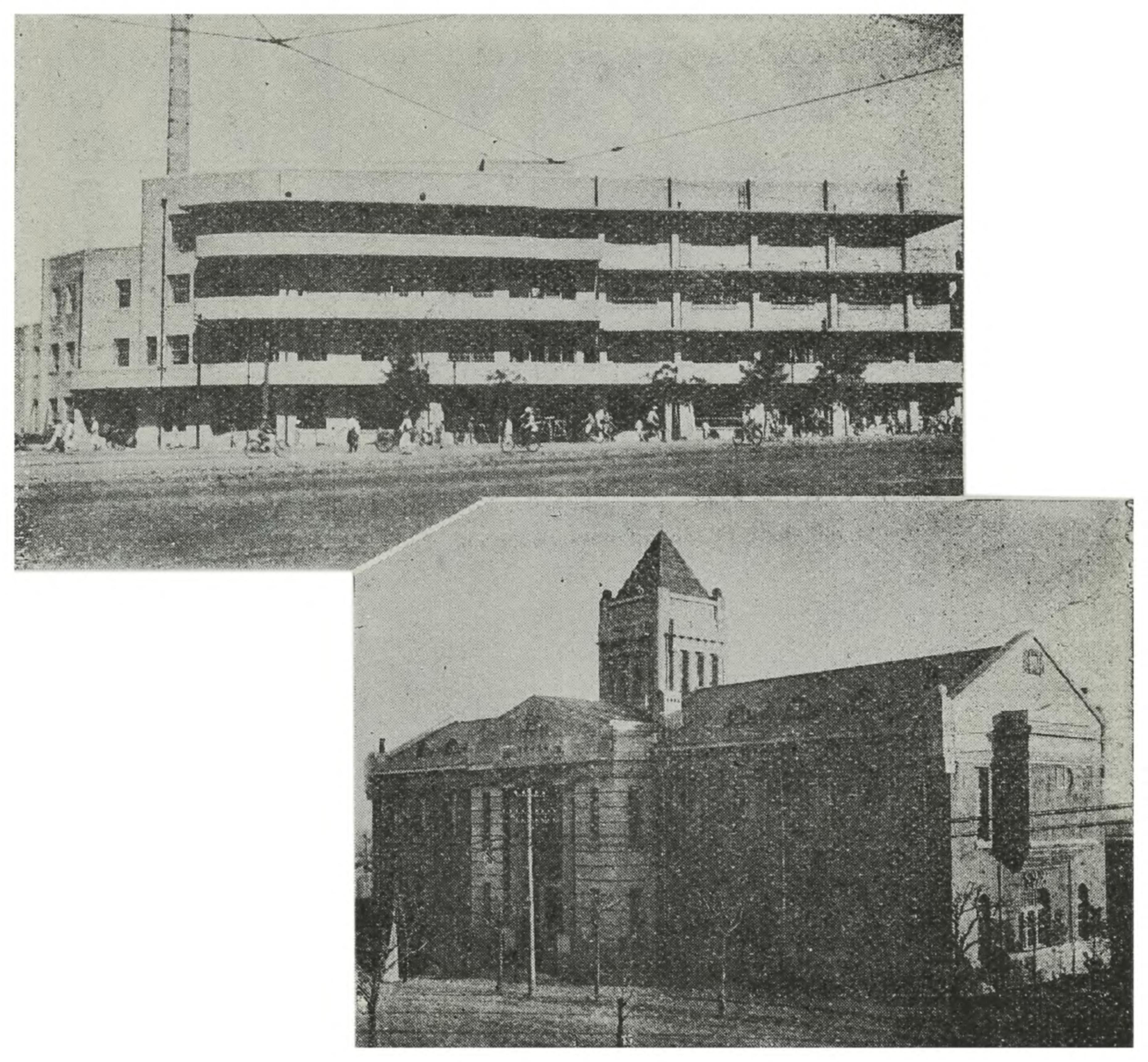
아래 쪽은 쵸우지야백화점 시절 1938년 모습 : 조선총독부(朝鮮総督府) 사진기록물

## 같이 보기
- 조선로동당 창건일
- 당창건기념탑